# منصور سروری
منصور سروری (انگلیسی: Mansour Sarwari؛ زادهٔ ۳۰ مارس ۱۹۹۲) ورزشکار کوراش اهل افغانستان است.
وی در مسابقات بین‌المللی در مجموع برندهٔ ۱ مدال برنز شده‌است.